# Valtravaglia
La Valtravaglia è una valle della provincia di Varese, percorsa dal torrente Margorabbia. La valle inizia a Grantola, dove il Margorabbia, proveniente dalla Valganna, si unisce al torrente Rancina, proveniente dalla Valcuvia e termina a Germignaga, dove il Margorabbia confluisce nel fiume Tresa. 
Nell'Alto Medioevo vi venne costituita la Pieve di Valtravaglia, dipendente del florido Monastero di San Pietro in Ciel d'Oro di Pavia dall'VIII all'XI secolo, per poi passare all'Arvicescovado di Milano (fino alla fine del XIV secolo). La Valtravaglia divenne poi feudo della casata dei Visconti (dal 1397 al 1416), passando successivamente ai conti Rusca (dal 1416 al 1513). Seguì tra il 1513 ed il 1573 una fase molto complessa, che vide il controllo della Valtravaglia passare agli svizzeri, al Capitano d'Urbina, di nuovo ai Rusca, ai conti Pusterla, alla Ducal Camera, ai conti Borromeo, al Marchese di Marignano e nuovamente alla Ducal Camera. Successivamente il feudo passò stabilmente ai conti Marliani (dal 1583 al 1783) e brevemente ai marchesi Crivelli (dal 1783 al 1797) fino alla formazione della Repubblica Cisalpina, dopo la quale il possesso della Valtravaglia seguì la storia di quello della Lombardia.
Il territorio comprende varie parrocchie tra cui quella antica di Domo.
Tra i personaggi illustri della Valtravaglia si ricordano i pittori Guglielmo Iotti (seconda metà del XV secolo–1527) e Giovanni Carnovali (1804-1873), e lo storico Marco Formentini (1811-1883).